# جوليناي كالكان
جوليناي كالكان (بالتركية: Gülenay Kalkan)‏ ممثلة تركية (مواليد 26 أبريل 1959 في أنقرة، تركيا)
التحقت في سن الرابعة عشر بمعهد أنقرة الوطني في قسم المسرح وتخرجت منه. بدأت العمل كفنانة في مسرح أنقرة الوطني. وبالإضافة إلى ذلك، قامت بدبلجة العديد من الأفلام والمسلسلات التلفزيونية.

## المسلسلات
- الأم
- لعبة متوسطة
- أغمض عيني وأجبي
- كلهم أبنائي

## الكليبات
منزل سيدة
لي العالم
ربيع نقطة
من أنا ؟
الظلال
سنان

## الجوائز
- جائزة أنقرة للفن – أفضل ممثلة.